# Conseil national pour la paix et le maintien de l'ordre
Le Conseil national pour la paix et le maintien de l'ordre (aussi abrégé CNPO ; officiellement en anglais : National Council for Peace and Order, abrégé NCPO ; thaï : คณะรักษาความสงบแห่งชาติ, abrégé คสช.) est une institution militaire ayant dirigée la Thaïlande à la suite du coup d'État du 22 mai 2014.

## Histoire
À partir de novembre 2013, la Thaïlande connaît une crise politique au cours de laquelle s'affrontent les opposants et les supporters de la Première ministre Yingluck Shinawatra. Les affrontements continuent malgré sa destitution, survenue le 6 mai 2014. Le général Prayut Chan-o-cha annonce le coup d'État du 22 mai, déclenché selon lui « pour que le pays revienne à la normale », et la création d'une junte militaire, le Conseil national pour la paix et le maintien de l'ordre. Il remplace le gouvernement de Yingluck Shinawatra après l'avoir destitué. Il est dissout après les élections législatives de mars 2019.